# Brachineura stygia
Brachineura stygia är en tvåvingeart som först beskrevs av Johann Wilhelm Meigen 1818.  Brachineura stygia ingår i släktet Brachineura och familjen gallmyggor.
Artens utbredningsområde är Tyskland. Inga underarter finns listade i Catalogue of Life.